# Poslední společný předek (Y-DNA)
Poslední společný předek (Y-DNA), Adam chromozómu Y, je v genetice pojem pro člověka, jehož chromozom Y je předkem všech variant chromozómu Y dnes žijících mužů. Adam chromozómu Y je tedy mužský protipól mitochondriální Evy, posledního společného předka v mateřské linii, z něhož vychází mitochondriální DNA všech v současnosti žijících lidí. Jedná se však o předka pouze z hlediska chromozómu Y, tedy zhruba 2% bází (0,24% proteinů) lidského genomu. Současní lidé také obsahují 1% až 4% specificky neandrtálského genomu, tedy jiného předka – neandrtálce, který se oddělil od linie moderního člověka zhruba před 400 000 lety (poslední společný předek přibližně před 600 000 lety). Navíc jsou lidé z 99 % geneticky shodní s šimpanzem a společný předek (CHLCA – chimpanzee–human last common ancestor) žil zhruba před 6 milióny let.

## Časový rámec
Podle současných analýz žil Adam chromozómu Y pravděpodobně před 120 000 až 500 000 lety. Pravděpodobně před 200 000 lety. Od mitochondriální Evy jej pravděpodobně dělilo mnoho tisíc generací. To je způsobeno rozdíly v reprodukční strategii u mužů a žen.[zdroj?]
Adam chromozómu Y nepředstavuje stejného muže v celé historii lidstva. Poslední společný předek dnes žijících lidí se liší od muže, jenž byl, či bude společný pro lidstvo v jiném časovém okamžiku – s tím, jak vymírají celé mužské linie, se posledním společným předkem stávají stále mladší jedinci. V období strmého populačního růstu je vymření otcovské linie pravděpodobné mnohem méně, než při náhlém snížení počtu jedinců.

## Ostatní druhy
Šimpanz má společného Adama asi před miliónem let a gorila před 100 tisíci lety.

## Pojmenování
Adam chromozómu Y je metaforou na biblického Adama. Použité jméno může svádět k dojmu, že se jednalo o jedinou osobu. „Y-Adam“ však není nějakou fixní postavou, ale spíše označením, za kterým je skryt v průběhu věků pokaždé někdo jiný.